# Franz Anton von Zauner
Franz Anton Zauner (né le 5 juillet 1746 à Unterfalpetan, Kaunerberg, Tyrol, mort le 3 mars 1822 à Vienne) est un sculpteur autrichien.

## Biographie
Zauner étudie à Vienne, devient enseignant en 1781, professeur et conseiller de l'académie de Vienne en 1796 et directeur de la classe de peinture et de sculpture en 1806. Il est admis à la loge maçonnique Zur wahren Eintracht le 1er septembre 1784.

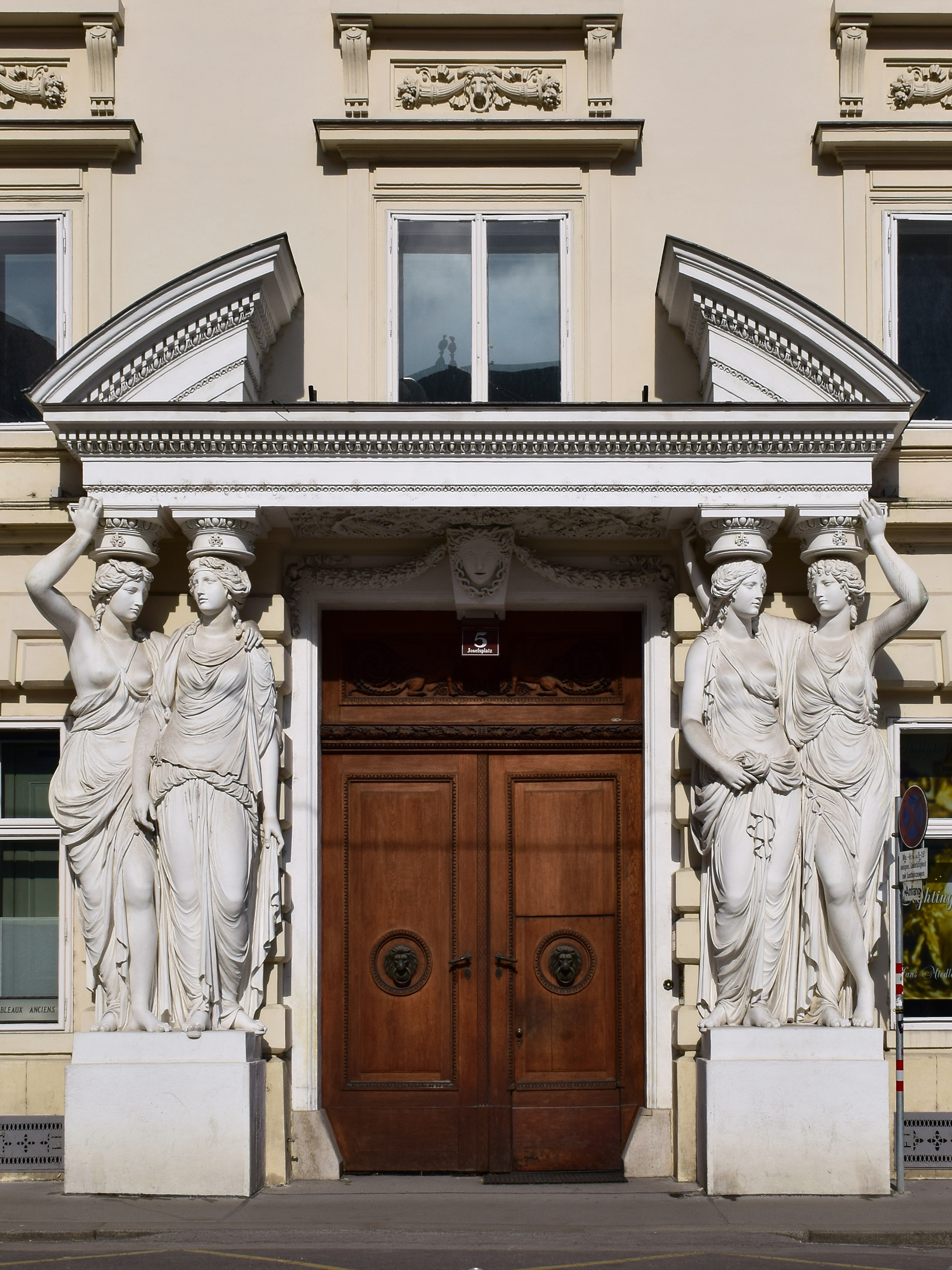
Cariatides du portail du palais Pallavicini

Ses œuvres principales sont la statue équestre de Joseph II, pour laquelle il est récompensé en 1807 par l'empereur François Ier avec le titre de "noble de Falpetan" en 1807, et le cénotaphe de Léopold II dans l'église des Augustins à Vienne. Il crée également la tombe du maréchal Laudon à Hadersdorf.
Zauner est particulièrement opposé à la création maniérée de la sculpture de son temps et cherche à initier une étude plus approfondie de l'Antiquité.